# Ancien gascon
On entend par ancien gascon la langue médiévale en Gascogne, soit dans le périmètre du domaine gascon moderne ou celui du duché de Gascogne dit aussi de Vasconie. De nombreux documents écrits existent pour approfondir son étude dans les siècles qui suivent le Haut Moyen Âge.  

## Évolution et pluralisme
Le gascon a été décrit comme une lanque romane avec substrat aquitain (aquitan ou proto-basque) d’après le nom des occupants antérieurs du triangle Atlantique – Garonne+Ariège – Pyrénées. L'ancien gascon est la forme médiévale du gascon, détectable dans les écrits du XIe siècle au XVe siècle (Moyen Âge(s) central et tardif). 
Le mot gascon (au sens de langue) apparait autour de 1300 de même que catalan et provençal, ainsi que "lingue occitane" ou "lingua occitana" (en latin).
Le mot béarnais (pour désigner la langue) est utilisé depuis près de 500 ans ; le béarnais fait partie de l’espace linguistique gascon, et il a bénéficié du statut de principauté autonome du Béarn jusqu'à Henri IV, roi de Navarre (et seigneur de Béarn) devenu roi de France.
Aquitano-roman est la dénomination d’une forme intermédiaire et se rapporte à l’évolution de la langue autochtone romanisée lors de la période antérieure, depuis l’Empire romain (du Ier siècle au Ve siècle) et/ou Haut Moyen Âge (du VIe siècle au Xe siècle).
L’étude de monnaies anciennes a montré, la présence, dès le VIe siècle, de traits caractéristiques du gascon ultérieur dans le texte de ces documents.
Le latin (lui-même en évolution) prédomine dans les rares textes subsistant jusqu'au Haut Moyen Âge. Progressivement les évolutions de la langue vernaculaire peuvent être détectées par leurs traces dans les écrits en latin, puis dans des écrits en ancien gascon.
Comme dans d’autres cas, la langue écrite officielle qui nous est parvenue (ici le latin, maitrisé par les clercs) peut être distincte de l’évolution de la langue parlée, notamment par le peuple, tandis que les élites sont plus ouvertes à celle du (nouveau) pouvoir.

## Périodes

### Les sources
L’équipe de Kurt Baldinger a distingué trois périodes pour les textes écrits qui nous sont parvenus : 
- 1100 à 1250 : mots gascons en contexte latin. Les rôles gascons, (d)écrits en latin médiéval et datés du milieu du XIIIe siècle au milieu du XIVe siècle sous administration anglaise, pourraient en contenir.
- 1250 à 1450 : surtout textes gascons. Au sud du domaine gascon, des textes juridiques plus anciens nous sont parvenus en béarnais : les Fors de Béarn, dont les plus anciens sont écrits autour de 1100.
- après 1450 : de plus en plus de mots gascons en contexte français.

### Evènements contemporains
Les grands évènements historiques contemporains ont pu influer :
- Au XIe siècle, le duché de Gascogne est absorbé par le duché d’Aquitaine des comtes de Poitiers ;
- Au XIIIe siècle, à l’est du domaine gascon, les terres du comte de Toulouse sont annexées au domaine royal à la suite de la Croisade des albigeois ;
- Au XVe siècle, la fin de la guerre de Cent Ans (1453) facilite la progression du français, l’Aquitaine/Guyenne et la Gascogne devenant possession du royaume de France.

Toutefois, Gaston III de Foix-Béarn (dit Fébus) avait fait admettre l’indépendance de fait du Béarn, qui conserva sa langue dans le domaine du droit notamment, jusqu’en 1620.
« Le siècle d'or de la poésie gasconne (1550-1650) » (Pierre Bec), voit l'éclosion des poètes de la Renaissance gasconne. L'exemple français de La Pléiade les inspire. D'autre part, la littérature et la poésie gasconne et béarnaise sont soutenues par la maison d'Albret et le protestantisme de Jeanne d'Albret ; Pey de Garros et Arnaud de Salette traduisent les psaumes de David, respectivement en rimes gasconnes et béarnaises. Parmi les autres œuvres importantes, Garros écrit aussi ses Églogues.

## Collections de sources documentaires
Les travaux de recherche ont permis d’établir des bases de données pour consultations ultérieures :

### Dictionnaire de l’ancien gascon (DAG)
Appelé initialement Dictionnaire onomasiologique de l’ancien gascon (mots classés par thème et non dans l’ordre alphabétique), le DAG est une idée de Kurt Baldinger (1919-2007).
Son idée de départ était de réunir les unités lexicales « indigènes » (vernaculaires) présentes dans l’ensemble des textes disponibles rédigés en Gascogne depuis leur début, soit de 1100 environ jusqu’à la fin du XVIe siècle. 
Pour pallier la quasi-absence en gascon médiéval de textes des genres littéraires, religieux ou d’un savoir spécialisé, qui explique la relative faiblesse de l’étude du lexique pour l’époque ancienne, Kurt Baldinger a voulu exploiter l’ensemble des sources documentaires pour réaliser un dictionnaire historique.
Le projet a connu trois phases successives, basées sur des choix méthodologiques adaptés :
- Constitution d’une bibliothèque thématique pour en extraire un important fichier lexicologique. Celui-ci permit, à partir de 1975, la rédaction du premier DAG, financé par l’Académie des sciences de Heidelberg.  De nombreux fascicules ont été publiés.
- Le projet initial a connu une première réorientation, en 2006, sur les conseils de Jean-Pierre Chambon (linguiste).
- Une seconde réorientation, depuis 2014, s’accompagne de la numérisation du projet.

### Corpus linguistique de l’ancien gascon
Le Corpus linguistique de l’ancien gascon découle des recherches de Thomas Field (Université du Maryland, Comté de Baltimore, Baltimore, États-Unis) sur la langue médiévale de la Gascogne ; outil élaboré d’abord dans ce cadre, il a été mis en ligne car pouvant intéresser un public plus large.
Son but est de fournir une base de données qui facilitera l’étude linguistique et culturelle de la Gascogne depuis le début du XIIe siècle jusqu’en 1500, soit un même intervalle temporel que le DAG.
Les archives contiennent des milliers de documents en gascon, inédits pour beaucoup d’entre eux, car le domaine gascon est encore un des moins connus des langues romanes médiévales.
À l'exception des Fors de Béarn (et bien sûr, pour le domaine occitan, des troubadours) les principaux travaux sur les textes gascons paraissent avoir porté davantage sur les auteurs des époques modernes et contemporaines, y compris poètes du XVIe siècle à la charnière entre Moyen Âge et Temps modernes.